# Velta Rūķe-Draviņa
Velta Tatjana Rūķe-Draviņa, född 25 januari 1917 i Valmiera, död 7 maj 2003, var en lettisk språkvetare, verksam som professor i baltiska språk vid Stockholms universitet.
Rūķe-Draviņa växte upp i Lettland där hon läste baltisk filologi vid Lettlands universitet i Riga. Under andra världskriget bedrev hon doktorandstudier i jämförande indoeuropeisk språkforskning men fick inte slutföra dem då disputationer i detta ämne inte tilläts i det tyskockuperade Lettland. Hon arbetade en tid som lektor i fonetik och assistent till språkvetaren Jānis Endzelīns samt var engagerad i en rad projekt inom landsmåls- och ortnamnsforskningen vid Lettiska språkarkivet.
Under hösten 1944 flydde Rūķe-Draviņa och hennes make, liksom många andra letter, till Sverige. Hon fortsatte sin akademiska verksamhet, till en början vid Lunds universitet, där hon under 1950-talet undervisade i baltiska språk, och senare vid Stockholms universitet, där hon blev fil. lic. i slaviska språk 1954 och disputerade 1959. Hon återvände till Lund där hon under en tid var verksam som docent i balto-slaviska språk, för att senare fortsätta sin karriär i Stockholm, först som docent i slaviska språk, senare som biträdande professor i allmän språkvetenskap och slutligen som ordinarie professor i baltiska språk. Efter pensioneringen 1983 blev Helge Rinholm hennes efterträdare.
Rūķe-Draviņas forskningsintressen omfattade bland annat barnspråk, språkkontakt och dialektologi. Hennes doktorsavhandling handlade om diminutiver i lettiskan. Hon innehade den enda professuren i baltiska språk utanför Baltikum och hade en ledande roll i att bygga upp undervisningen i ämnet vid Stockholms universitet. År 1980 valdes hon in som ledamot av Kungliga Vitterhets Historie och Antikvitets Akademien. Hon är mor till astronomen Dainis Dravins.